# Stefan Müller (Priester)
Stefan Müller (* 13. Oktober 1966 in Hofheim am Taunus) ist ein deutscher römisch-katholischer Priester.
Müller gilt als der erste Blinde in Deutschland, der zum Priester geweiht wurde. Er lebt und arbeitet in Hadamar (Hessen) und ist als Seelsorger insbesondere für blinde und sehbehinderte Menschen engagiert.

## Leben
Stefan Müller wurde mit einer Sehbehinderung geboren, die sich im Laufe seines Lebens verschlechterte. Etwa 2015 verlor er  sein Augenlicht schließlich vollständig. Er wuchs in einer römisch-katholischen Familie auf, in der der Glaube und kirchliche Traditionen wie der regelmäßige Kirchgang und das Tischgebet selbstverständlich waren. Bereits mit 14 Jahren spürte er sich nach seiner Firmung  eigenen Angaben zufolge zum Priesteramt berufen.
Der Weg zum Priestertum gestaltete sich für Müller ungewöhnlich und herausfordernd. Da es im Bistum Limburg zuvor keinen blinden Priester gegeben hatte, mussten viele Fragen hinsichtlich seiner Eignung und der praktischen Ausübung des Amtes geklärt werden. Trotz anfänglicher Skepsis und zusätzlicher Anforderungen – etwa ein längeres Diakonat und ein besonderes Praktikum in der Seelsorge – konnte Müller die Verantwortlichen überzeugen. 1997 wurde er schließlich im Limburger Dom durch Bischof Franz Kamphaus zum Priester geweiht und wurde damit der erste blinde Priester Deutschland.
Stefan Müller setzt sich für die Belange blinder und sehbehinderter Menschen in der Kirche ein und ist als Referent bei Veranstaltungen für diese Zielgruppe tätig. Er betont die Bedeutung von Gemeinschaft sowohl im kirchlichen Leben als auch im Alltag und sieht seine eigene Erfahrung als Beispiel dafür, wie Menschen mit und ohne Behinderung voneinander lernen können.

## Priesterliche Laufbahn
Am 28. Juni 1997 wurde Müller in Limburg zum Priester geweiht. Von September 1997 bis August 2003 war er in St. Peter und Paul, Eltville, als Kaplan tätig. Im September 2003 wechselte er in die Pfarreien St. Petrus, Meudt und St. Josef, Niederahr, zunächst als Kaplan und seit 2005 als Pfarrer. Seit Februar 2011 ist Stefan Müller Pastoraler Mitarbeiter im Pastoralen Raum Hadamar und darüber hinaus seit Januar 2020 Kooperator mit dem Titel Pfarrer in der Pfarrei St. Johannes Nepomuk, Hadamar.